# Concetto Lentini
Jack C(oncetto) Lentini (Priolo Gargallo, 8 december 1892 – New Britain, 24 november 1972) was een Italiaans-Amerikaans componist, dirigent, klarinettist en saxofonist.

## Levensloop
Lentini leerde van enkele familieleden de gitaar en de mandoline te bespelen. In 1906 emigreerde hij naar de Verenigde Staten. Hij werd kapper en daarnaast studeerde hij aan het New England Conservatory in Boston (Massachusetts) klarinet en saxofoon. Lentini werd klarinettist bij verschillende harmonieorkesten en orkesten in New England. Ook dirigeerde hij enkele orkesten. In 1921 verhuisde hij naar New York, waar hij harmonieleer, compositie en instrumentatie studeerde. Als componist schreef hij vooral werken voor harmonieorkest.

## Composities

### Werken voor harmonieorkest
- 1927 Little Teresa, marcia sinfonica
- 1927 Pride of St. Louis, mars - opgedragen aan: Colonel Charles A. Lindbergh
- 1928 Generale Umberto Nobile
- 1944 Forward America, mars
- 1944 Soldiers of Old Glory, mars
- 1945 Our Invading Army, mars - oorspronkelijk hete deze mars Pride of St. Louis (1927)
- 1952 Defenders of Liberty, mars
- 1955 Honore d'una banda, marcia sinfonica
- 1956 Anima nobile, mars - oorspronkelijk hete deze mars Generale Umberto Nobile (1928)
- Anima vittoriosa, marcia sinfonica
- New Britain Music Association, mars
- Our city centennial, mars